# Гексамилион

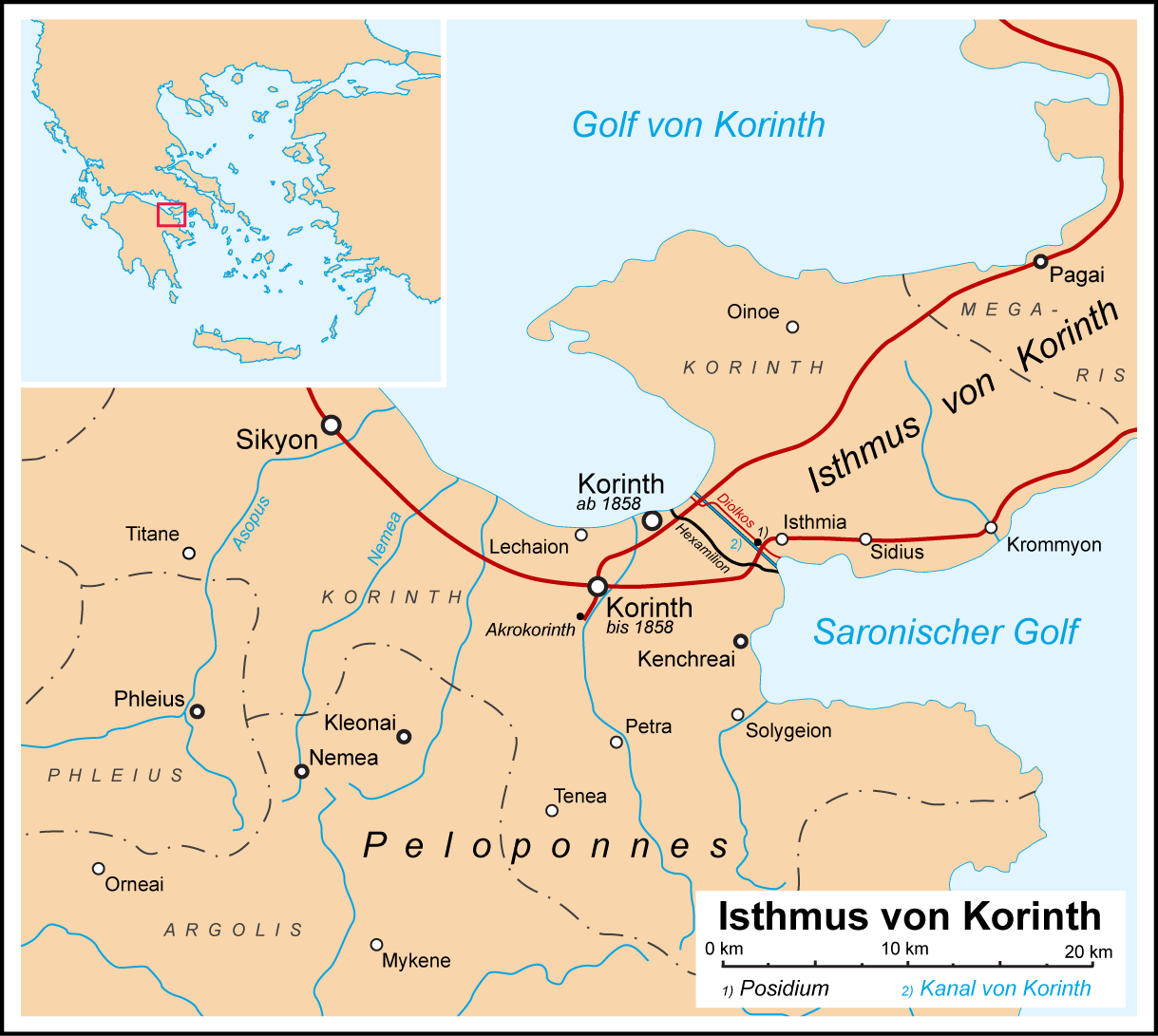

Стена Гексамилион (от греч. Εξαμίλιον τείχος — «шестимильная стена») — оборонительная стена, построенная поперёк Коринфского перешейка в 400-х годах до н. э. для защиты единственной сухопутной дороги, связывавшей Пелопоннес с остальной частью материковой Греции.

## История строительства
Существуют предположения, что попытки построить в этом месте стену предпринимались неоднократно начиная с микенского периода. Как сообщает Геродот, высказанное во время нашествия персов в 480 году до н. э. предложение отступить в Пелопоннес и укрепить Истм было отвергнуто, в результате чего местом сражения было выбрано Фермопильское ущелье. Идея строительства укреплений снова возникла перед Саламинской битвой, однако пользы от её реализации без контроля над морем не было.
Стена была построена в правление Феодосия II (408—450), в период варварских нашествий на Римскую империю. Непосредственной причиной строительства могли стать поход Алариха в Грецию в 396 году или разграбление Рима вестготами в 410 году
При Юстиниане I стена была дополнительно укреплена, и число её башен достигло 153.

## Конструкция
Сооружение включало в себя башни, морские бастионы и, как минимум, одну крепость. Толщина стен достигала 3 метров, а их высота — 8 метров. О единственной известной крепости сообщается, что из двух её ворот одни функционировали как формальный вход в Пелопоннес. Стена была сложена из скреплённых известковым раствором булыжников и обтёсанных каменных блоков. Неизвестно, как долго продолжалось строительство, но о его важности можно судить по масштабу постройки, являющейся самым крупным археологическим объектом в Греции. Практически каждое значимое здание в регионе было повреждено или разрушено либо для добычи камня, как это было с истмийским храмом Посейдона, либо сожжено для получения извести, как храм Геры в Перахоре и большинство древних изваяний Коринфа.

## Использование
Военное значение стена утратила в VII веке, а в XI веке там стали появляться гражданские постройки.
В 1397 году 50- или 60-тысячная турецкая армия Эвреноса и Якуба-паши уничтожили остававшиеся к тому времени укрепления. В 1415 году император Мануил II в течение 25 дней лично контролировал ход восстановительных работ, своей высокой стоимостью вызвавших беспорядки среди местной знати. Однако, когда Мануил восстановил контроль над регионом, отсутствие поддержки этой оборонительной инициативы со стороны местных жителей привело к тому, что когда в 1423 году 25-тысячная армия османов под командованием Турахан-бея подошла к стене, то они нашли её безлюдной. Быстро разрушив стену, Турахан-бей разграбил Морею. В судьбе стены проявлял заинтересованность философ Плифон, призывавший императора изыскать средства для комплектования достаточного контингента. Однако эти призывы оказались неуслышанными, и стена вновь подвергалась разрушениям в 1423 и 1431 годах.
Деспот Константин Палеолог восстановил стену в 1444 г, но турки вновь её пробили в 1446 г. и октябре 1452 года. После османского завоевания Пелопоннеса в 1460 году стена была заброшена.
Остатки стены сохранились к югу от Коринфского канала и у святилища Посейдона.

## Фотографии

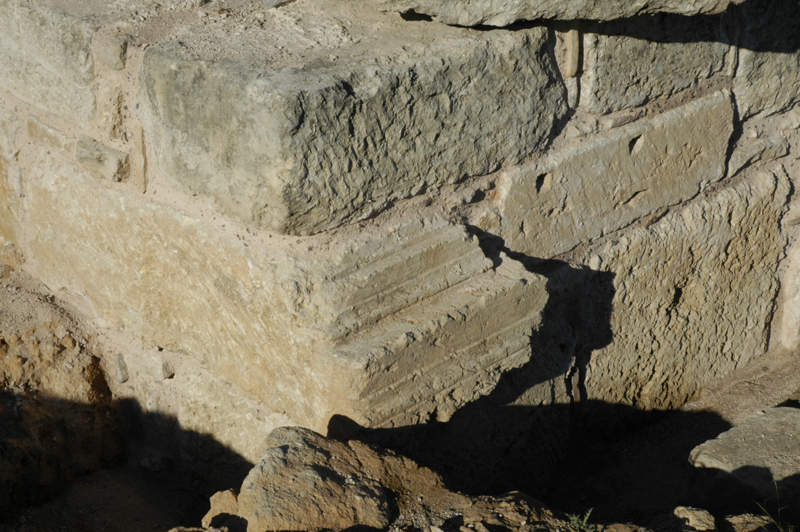
Фрагмент фундамента башни
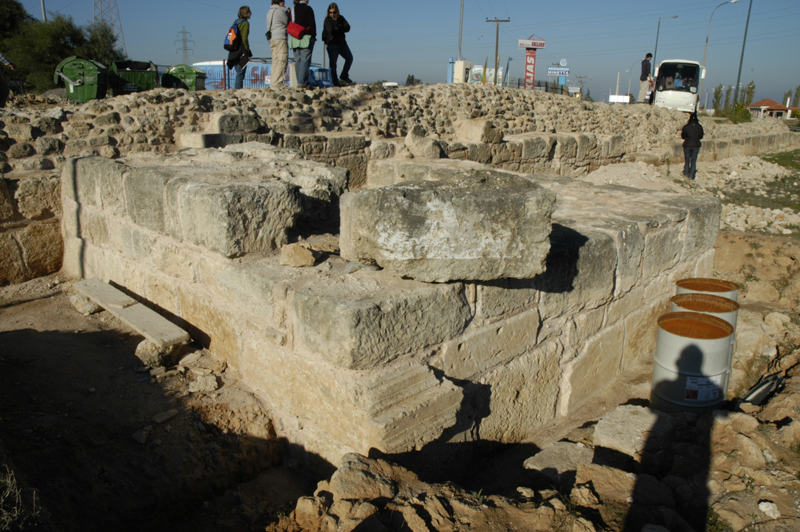
Часть стены, обращённая к северо-западу
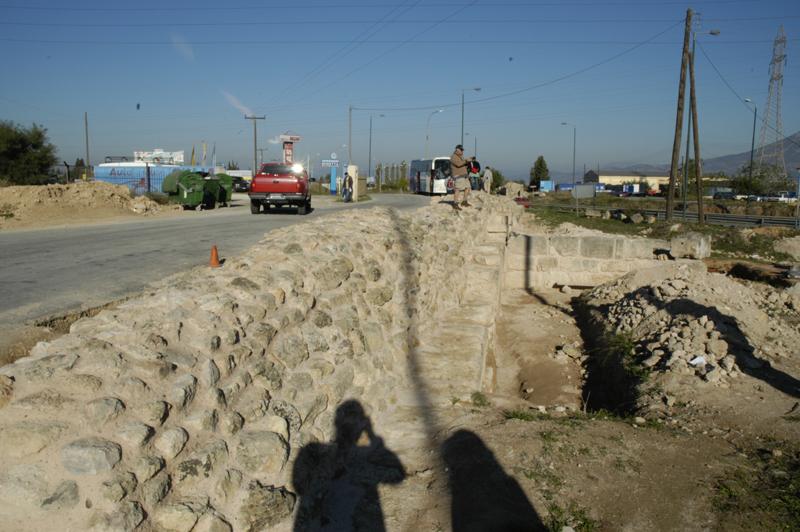
Вид вдоль линии стены; видна основа кладки
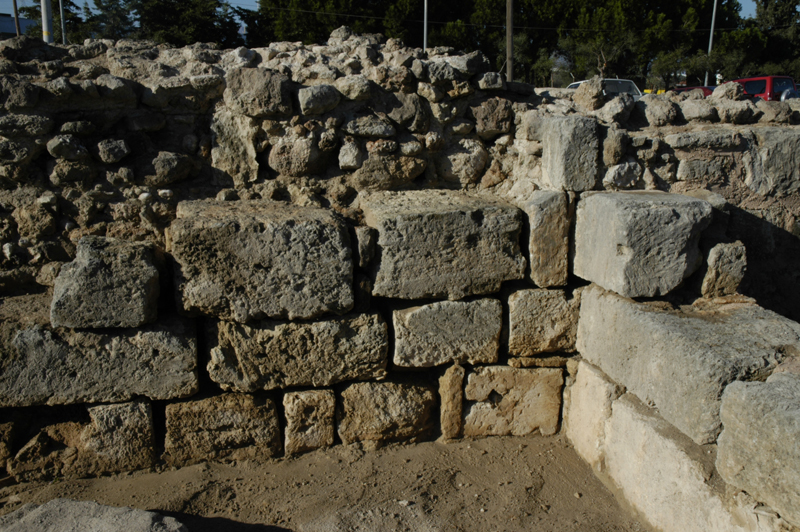
Деталь сооружения; видна основа кладки и обработанная каменная облицовка